# Hellmuth Marx

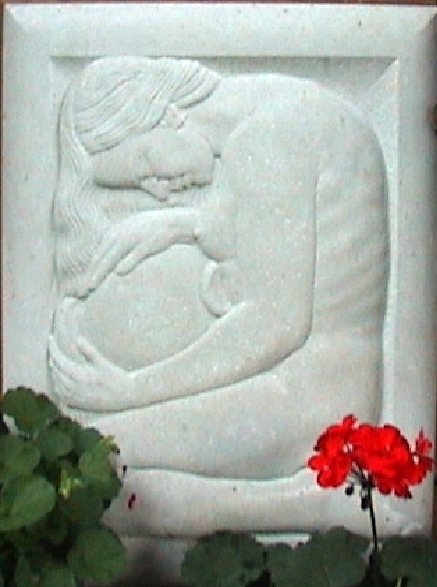
Bas-relief by Hellmuth MARX, Viena 1946.

Hellmuth Marx (Linz, 17 de julio de 1915 - Lienz, 1 de enero de 2002) fue un escultor austríaco.

## Biografía
Marx nace en Linz (a orillas del Danubio) como quinto hijo de la familia. Su padre, Viktor Marx de Graz (1870-1928), era oficial en el ejército del Kaiser. Su madre, Clara Marx (Pichler su nombre de soltera, 1876-1948), era proveniente de Oberdrauburg (Gasthof Post). 1926 visitó la escuela intermedia en Graz, de donde provenía la abuela paterna (Theresia Pesendorfer de una "Gewerkenfamilie"). Hizo el bachillerato en junio de 1933 en el Marieninstitut. 
A partir del año 1933 estudió arquitectura siete semestres en la escuela técnica superior de Graz, posiblemente siguiendo la tradición de su familia Pichler de Oberdrauburg y al mismo tiempo estaba inscrito en la escuela artística de Estiria, donde aprendió con los profesores Daniel Paulizzi, Alfred Wickenburg y Fritz Silberbauer. Probablemente también aquí estudió con el profesor Wilhelm Gösser, quien dirigía la maestranza de escultura en madera y piedra. Wilhelm Gösser era el hijo del escultor Hans Brandstetter, quien hizo una plaqueta de conmemoración para el poeta Friedrich Marx en Oberdrauburg en el año 1909. 
En los años 1938/39 hizo el servicio militar en Klagenfurt. En el año 1939 estalla la Segunda Guerra Mundial y a él lo destinan al campo de batalla en el frente del mar del norte, con lo que estuvo en Laponia, Finlandia y Noruega para terminar en Narvik.
Marks pudo interrumpir el servicio militar desde finales de mayo de 1939 hasta enero del 1940 para rendir con éxito un examen de admisión que lo habilitó como huésped en la escuela general de escultura de la academia de bellas artes de Viena. Aquí también se inscribió en el semestre de invierno de los años 1941/42 gracias a una vacación en sus estudios. 
En los años 46/47 volvió a la academia en Schillerplatz a la clase del maestro de escultura Josef Müllner.
En el año 1948 vive en Heiligenblut en la región del Großglockner donde vive con su madre y sus dos hermanas. 
Después de sus estudios en Viena vivió desde 1947 hasta el otoño de 1955 en Heiligenblut, donde a partir del año 1948 empezó a trabajar como escultor independiente. Después de años de oscilar trabajando entre Heiligenblut y Oberdrauburg resolvió quedarse a vivir definitivamente en Oberdrauburg en la Stainernhaus en la Plaza del mercado. 
Helmuth Marx muere el primero de enero del 2002 en Lienz.

## Obras
Helmuth Marx creó, en su función de escultor, obras representativas. En sus obras domina el cuerpo humano. Su tarea principal fue la de escultor pero también se dedicó a la pintura y a las bellas artes.
A la educación de la escultura también pertenece el dibujo (desnudo) y la pintura. El también practicó estas disciplinas, más tarde las complementó con la fotografía. Los negativos de las fotos en que las que se encontraban retratos, se perdieron.